# Cayetano Sarmiento
Cayetano José Sarmiento Tunarrosa (Arcabuco, 28 marzo 1987) è un ex ciclista su strada colombiano con caratteristiche di scalatore. Attivo a livello Elite/Under-23 dal 2007 al 2020, ha vinto il Girobio 2009.

## Carriera
Originario del Boyacá, nel 2007 Sarmiento esordì con la Boyacá Es para Vivirla-Marche Team, squadra Continental colombiana, aggiudicandosi la prima tappa della Vuelta al Ecuador. Dopo due stagioni tra gli Elite/Under-23, con diverse vittorie in Sud America e il successo finale al Girobio del 2009, passò professionista all'inizio del 2010 tra le file dell'Acqua & Sapone, formazione italiana capitanata da Stefano Garzelli. In appoggio al capitano partecipò a due edizioni del Giro d'Italia, concludendo sempre tra i primi cinquanta.
Con la selezione Under-23 colombiana ha partecipato alla prova in linea ai campionati del mondo di Mendrisio nel 2009, chiudendo ottavo. Nella stessa stagione si è aggiudicato la medaglia d'argento nella prova in linea Under-23 e la medaglia di bronzo in quella Elite ai Campionati panamericani.

## Palmarès
- 2007

1ª tappa Vuelta al Ecuador (Tulcán > Ibarra)
- 2008

1ª tappa Clásica Nacional Ciudad de Anapoima (Anapoima > Anapoima)
Classifica generale Clásica Nacional Ciudad de Anapoima
6ª tappa Vuelta a Colombia Sub-23 (Chinchiná > Manizales)
2ª tappa Clásica Marinilla (Marinilla > San Rafael)
Classifica generale Clásica Marinilla
- 2009

Classifica generale Girobio

### Altri successi
- 2012

Classifica scalatori Critérium du Dauphiné

## Piazzamenti

### Grandi Giri
- Giro d'Italia

2010: 47º
2011: 33º
2013: 91º
- Vuelta a España

2012: 60º
2013: 57º

### Classiche monumento
- Giro di Lombardia

2012: ritirato

### Competizioni mondiali
- Campionati del mondo su strada

Mendrisio 2009 - In linea Under-23: 8º
Toscana 2013 - In linea Elite: ritirato